# Бытенский сельсовет
Бытенский сельсовет (бел. Быценскі сельсавет) — административная единица на территории Ивацевичского района Брестской области Белоруссии. Административный центр — агрогородок Бытень. Население — 2186 человек (2019).

## История
Сельсовет образован 12 октября 1940 года в составе Бытенского района Барановичской области БССР. С 8 января 1954 года — в Брестской области. 16 июня 1954 года в состав сельсовета вошла территория упразднённого Заречского сельсовета. С 14 октября 1957 года — в составе Ивацевичского района. С 25 декабря 1962 года — в составе Берёзовского района, с 6 января 1965 года — снова в Ивацевичском районе.
27 сентября 2011 года деревни Заречье и Козино вошли в состав агрогородка Бытень.
24 августа 2022 года в состав Бытенского сельсовета включены земли упразднённого Домановского сельсовета с расположенными на них агрогородком Доманово, деревнями Вишнёвка, Добринево, Коханово.

## Состав
Бытенский сельсовет включает 14 населённых пунктов:
- Бытень — агрогородок.
- Вишнёвка — деревня
- Добринево — деревня
- Долгое — деревня.
- Доманово — агрогородок
- Заполье — деревня.
- Коханово — деревня
- Мантюты — деревня.
- Мироним — деревня.
- Наливки — деревня.
- Погорье — деревня.
- Приборово — деревня.
- Рудня — деревня.
- Углы — деревня.

## Население
Согласно переписи 2009 года на территории сельсовета проживало 2677 человек, среди которых 93,5 % — белорусы. В 2019 году — 2186 человек.

## Промышленность и сельское хозяйство
На территории сельсовета расположены:
- участок «Погорье» ОАО «Милейки»
- Бытенское лесничество ГЛХУ «Барановичский лесхоз»
- Производственный участок филиала «ККП» Ивацевичского РайПО
- ИООО «Бытенский деревообрабатывающий завод»
- ООО «Бейсик Тимбэ Компани»
- ЧПТУП «АрмаБетон»

## Социальная сфера
- ГУО «Бытенская средняя школа», ГУО «Бытенский детский дом», Бытенская детская школа искусств, детский сад «Тополек»
- Бытенский сельский Дом культуры, сельский клуб-библиотека (Долгое), Бытенская библиотека, Бытенская детская библиотека.
- Бытенская больница сестринского ухода, аптека, амбулатория, фельдшерско-акушерские пункты (Мироним, Долгое).
- Бытовое обслуживание: Бытенский комплексный приёмный пункт